# Haanina karnyi
Haanina karnyi är en kackerlacksart som först beskrevs av Hanitsch 1928.  Haanina karnyi ingår i släktet Haanina och familjen jättekackerlackor. Inga underarter finns listade i Catalogue of Life.